# Lindolfo Collor
Lindolfo Collor este un oraș în Rio Grande do Sul (RS), Brazilia.